# Roberto Boczko
Roberto Boczko é um astrofísico brasileiro. 

## Biografia
Graduado em astronomia pelo Instituto de Astronomia, Geofísica e Ciências Atmosféricas da Universidade de São Paulo em 1972 e em engenharia mecânica pela Escola Politécnica da Universidade de São Paulo em 1974, doutorou-se em astronomia em 1989. Foi um dos autores responsáveis pela publicação do Anuário Astronômico do IAG-USP de 1978 a 2003.
Lecionou Física nos anos 70 no Colégio Idalina Macedo Costa Sodré.

## Obras
Conceitos de Astronomia (1984: Editora Edgar Blucher).